# 3,4-Metilendioksiamfetamin
MDA (3,4-metilendioksiamfetamin, tenamfetamin) je psihodelik i entaktogeni lek iz fenetilaminske i amfetaminske hemijske klase. On se uglavnom koristi kao rekreaciona droga, enteogen, i kao pomoćno sredstvo u meditaciji i psihodeličnoj terapiji. Prvi put je sintetisan 1910. Postoji oko 20 različitih sintetičkih puteva za njegovu pripremu.

## Medicinska upotreba
MDA se ne koristi u medicinskoj praksi. Međutim, mnogi potencijalni načini primene su istraživan u prošlosti. MDA je prvi put korišten u životinjskom testiranju 1939, i klinička ispitivanja su počela 1941. za moguću primenu u lečenju Parkinsonove bolest. Između 1949. i 1957, više od 500 ljudi je učestvovalo u ispitivanjima njegove potencijalne upotrebe kao antidepresiva i/ili anorektika. Američka vojska je takođe eksperimentisala sa ovim lekom, pod kodnim imenom EA-1298, u cilju razvijanja „leka istine“ ili onesposobljavajućeg agensa.

## Literatura
- Lee, M.A. and Shlain, B., Acid Dreams: The CIA, LSD, and the Sixties Rebellion. Grove, 1985.
- Stafford, P. Psychedelics Encyclopedia. Ronin, 1992.
- Pihkal: A Chemical Love Story, Transform Press, Alexander Shulgin, Ann Shulgin.